# Plectrocnemia limosa
Plectrocnemia limosa är en nattsländeart som beskrevs av Vaillant 1967. Plectrocnemia limosa ingår i släktet Plectrocnemia och familjen fångstnätnattsländor. Inga underarter finns listade i Catalogue of Life.